# Lajos francia királyi herceg (1682–1712)
Lajos (Versailles, Franciaország, 1682. augusztus 6. – Marly-le-Roi, Franciaország, 1712. február 18.), francia trónörökös, Burgundia hercege, Lajos dauphin és Mária Anna Viktória legidősebb fia, XIV. Lajos francia király unokája. A Kis Dauphin (franciául: le Petit Dauphin) néven vált ismertté, hogy megkülönböztessék édesapjától. Amikor apja 1711 áprilisában elhunyt, ő lett a király elsőszámú örököse, ezzel Franciaország dauphinje. Trónra azonban sosem lépett, mivel még nagyapja életében elhunyt egy a családját sújtó kanyarójárvány következtében, 1712-ben.

## Életrajza

### Ifjúkora, származása

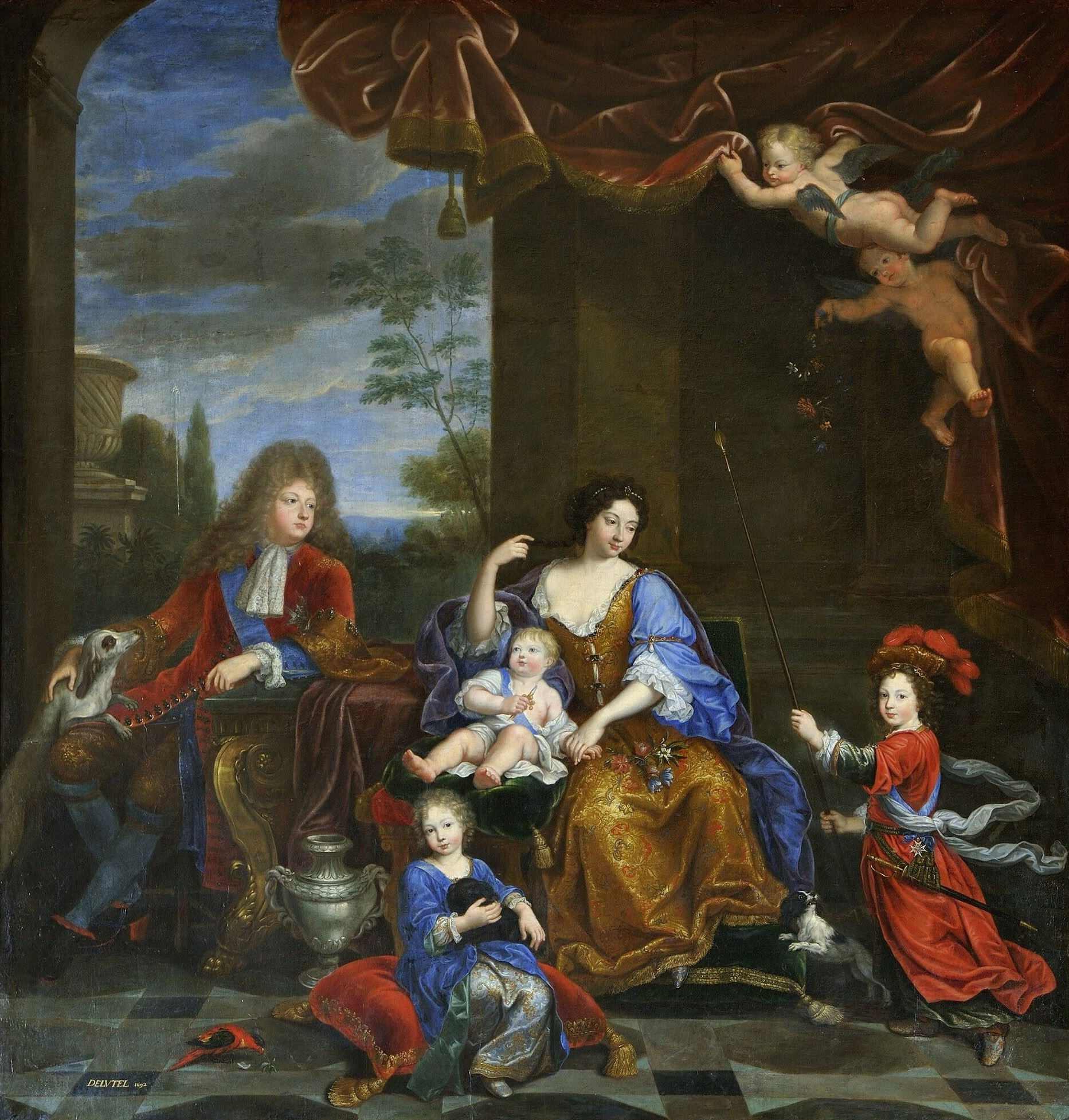
A Nagy Dauphin és családja 1687-ben: balra Lajos dauphin, mellette felesége, Mária Anna Viktória dauphine, ölében Berry hercege, elől Anjou hercege, jobbra Lajos, Burgundia hercege

Lajos a versailles-i kastélyban született 1682. augusztus 6-án, Lajos francia dauphin (később a Nagy Dauphin) és Bajorországi Mária Anna Viktória elsőszülött fiaként. Apja az uralkodó, XIV. Lajos francia király és Ausztriai Mária Terézia királyné egyetlen felnőttkort megélt gyermeke volt. Születésekor megkapta a Burgundia hercege (franciául: duc de Bourgogne) címet. A dauphin fiaként és a király unokájaként Fils de France volt, egyúttal apját követően a francia trón második örököse.
Az ifjú Burgundia hercege testvéreivel nőtt fel Versaillesban, Louise de Prie királyi nevelőnő felügyelete alatt. Két öccse volt: Fülöp, Anjou hercege (1700-tól spanyol király), és Károly, Berry hercege. A hercegek a spanyol és osztrák Habsburg-ház dinasztikus, valamint a francia Bourbonok és a spanyol Habsburgok dinasztikus házasságaikból származtak, így mind apai, mind anyai felmenőik közeli rokoni kapcsolatban álltak egymással, több esetben első- és másod-unokatestvérek voltak. Lajos nyolc éves korában, 1690-ben elvesztette édesanyját, apjával, akit megvetett életvitele miatt, sosem került közeli kapcsolatba.

### Házassága

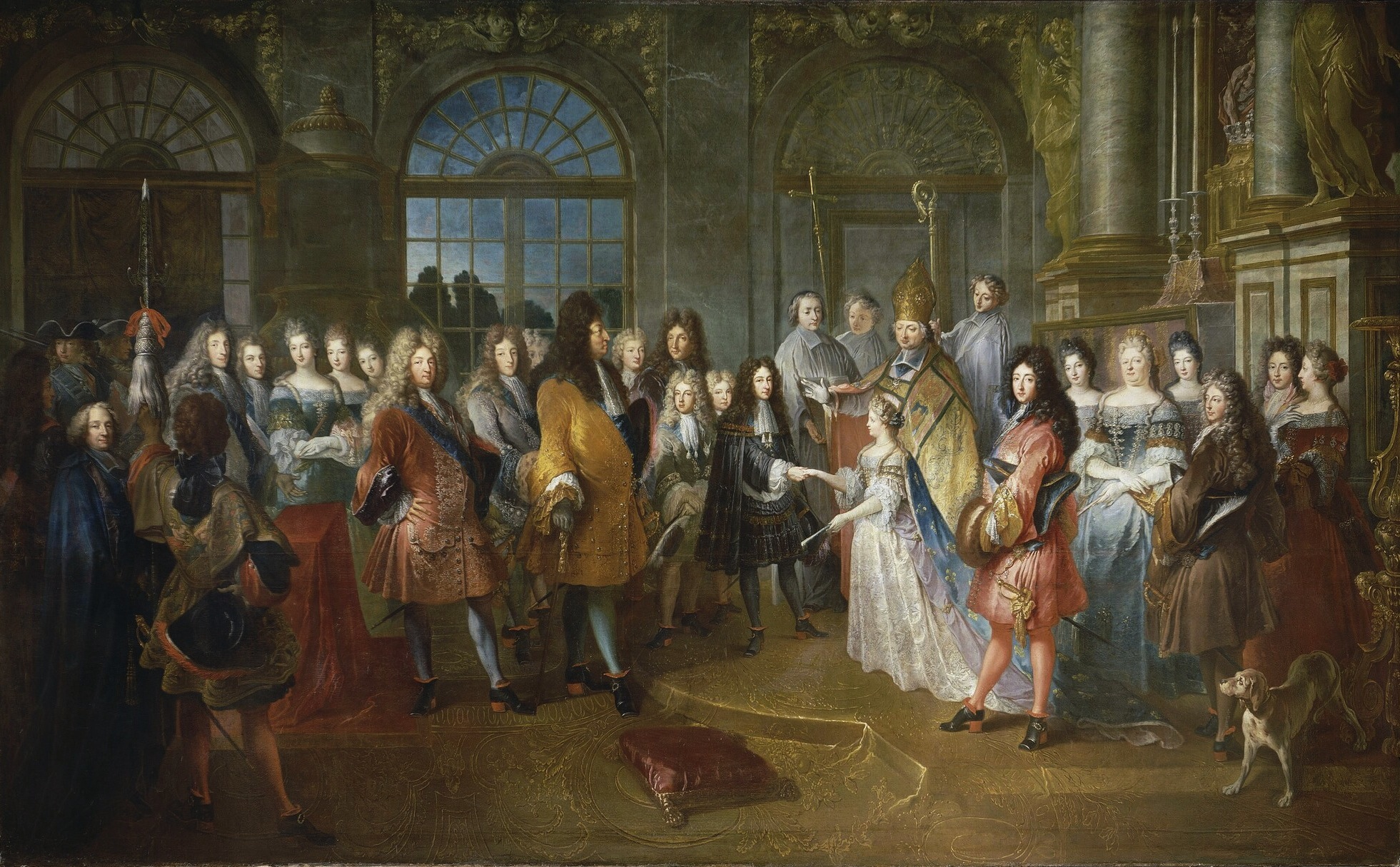
Portré a Burgundi herceg és Savoyai Mária Adelheid 1697-es házasságáról.

Tizenöt esztendős korában, Lajost összeházasították kettős másod-unokatestvérével, Mária Adelheid savoyai hercegnővel, aki II. Viktor Amadé, Savoya hercege (később szárd–piemonti király) és Anne Marie d’Orléans legidősebb leánya volt. Az eljegyzésre a torinói békeszerződés részeként került sor, ami a pfalzi örökösödési háborún belül kirobbant francia–savoyai konfliktust zárta le (1696. szeptember 15.). A házassági szertartásra 1697. december 7-én, egy nappal a hercegnő tizenegyedik születésnapját követően, a versailles-i kastélyban került sor.
A frigyet Mária Adelheid fiatal kora okán még néhány évig nem hálták el. Végül 1704-ben megszületett első fiuk, Lajos, akit további két szintén Lajos névre keresztelt fiúgyermek követett: Lajos, Bretagne hercege (1707) és Lajos, Anjou hercege (1710). Első gyermekük még az egy éves kort sem élte meg, 1705. április 13-án elhunyt. Második fiuk a családjukat később tragikus módon sújtó kanyarójárvány következtében vesztette életét mindössze öt esztendős korában 1712-ben. Legkisebb gyermekük volt az egyetlen, aki megélte a felnőttkort – belőle lett a későbbi XV. Lajos király.

### Politikai és katonai pályája

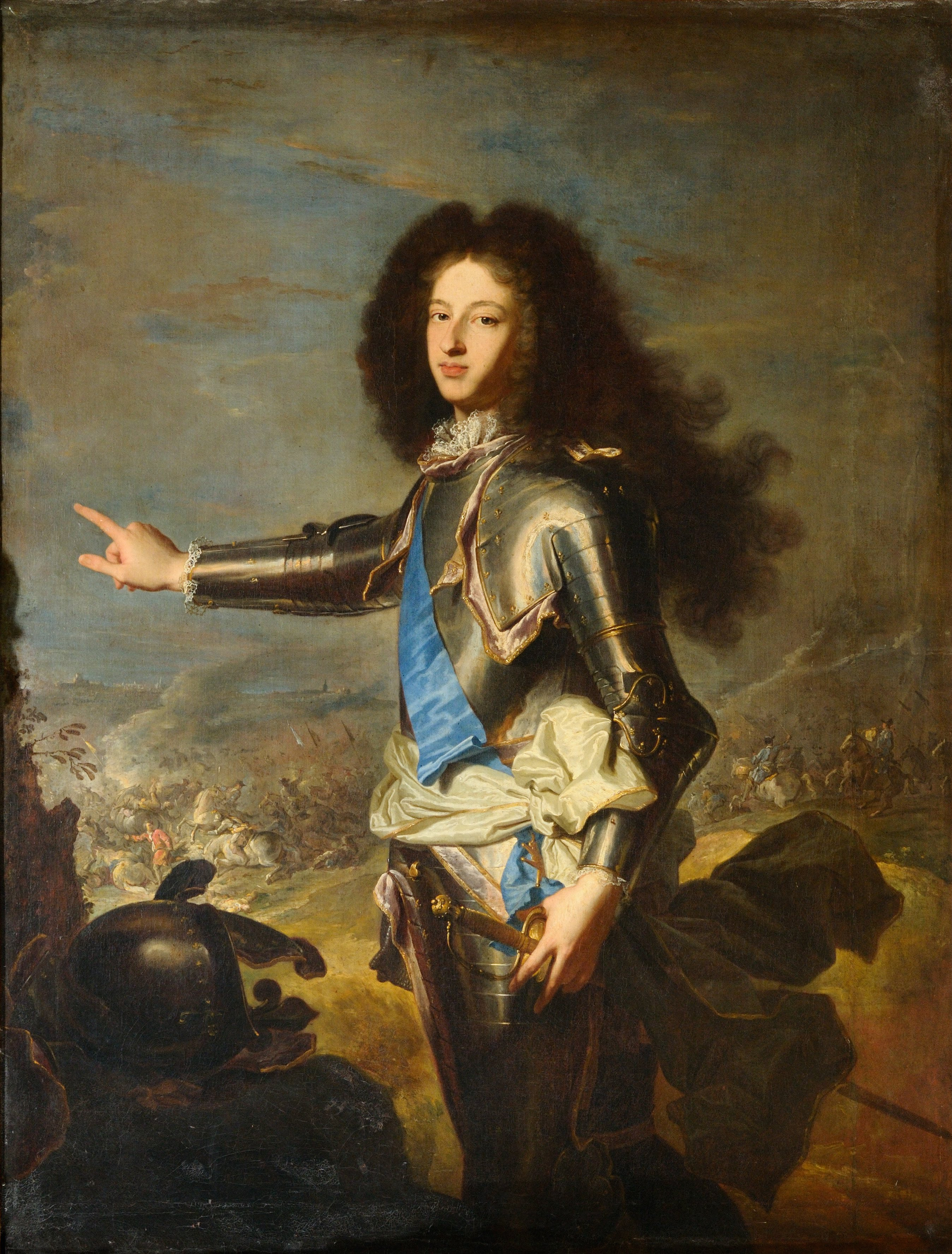
Hyacinthe Rigaud portréja Burgundia hercegéről az 1700-as évekből (versailles-i kastély)

1702-ben, húszéves korában nagyapja, XIV. Lajos király behívta a Királyi Államtanácsba (Conseil d’en haut), ahol részt vehetett a legfontosabb államügyek tárgyalásában. Itt beavatták az egyházzal, a diplomáciával és a hadsereggel összefüggő államtitkokba is. Apját korábban csak harmincéves korábban hívták be.
1708-ban, a spanyol örökösödési háború idején az akkor huszonhat esztendős Lajos herceget a flandriai hadszintérre küldték, az ott állomásozó francia seregek parancsnokának. Mellette tanácsadóként távoli rokona, IV. Henrik francia király egyik törvénytelen leszármazottja, a tapasztalt Louis Joseph, Vendôme hercege szolgált, aki korábban az ország marsallja is volt. A velük szemben felsorakozott császári és brit csapatokat Savoyai Jenő és John Churchill, Marlborough hercege vezette.
Lajos és Vendôme hercege között folyamatos bizonytalanság uralkodott azzal kapcsolatban, hogy kinek az utasításait kövesse a hadsereg. Ez több esetben késésekhez vezetett, mert a döntéseket a királyhoz kellett vinni elbírálni. Az üzenetek lassú áramlása a front és Versailles között a francia sereg tétlenségét eredményezte, ami az oudenaarde-i csatában csúcsosodott ki: Vendôme herceg tanácsa ellenére Lajos herceg ütközetet erőszakolt ki, ami végül 1708. július 11-én a franciák súlyos vereségével zárult. Ez később Lille ostromához vezetett, ami lehetővé tette a szövetséges csapatok számára, hogy behatoljanak Franciaország területére.
Lajost politikailag a királlyal és az abszolút monarchia rendszerével szemben kritikus személyek befolyásolták. A körülötte szerveződők körét „Burgundi frakció” néven emlegették a kortársak. Ezt a kört többek között korábbi tanítója, François Fénelon, továbbá korábbi magas rangú tisztviselők, mint Paul de Beauvilliers, Saint-Aignan hercege, Charles Honoré d’Albert, Luynes hercege, valamint a híres francia történelmi emlékiratok szerzője, Louis de Rouvroy, Saint-Simon hercege alkották. A céljuk az volt, hogy a király és a népe közé főnemesi tanácsnokokat iktassanak be, amelynek tagjai önmagukat a nép kizárólagos képviselőiként határozzák meg. A központi királyi hatalom számos jogosítványát a tartományok uraira ruházták volna. Lajos herceg – ha király lett volna – ebből az ideológiai környezetből, ezekkel a támogatókkal lépett volna a trónra.

### Halála és a trónöröklés

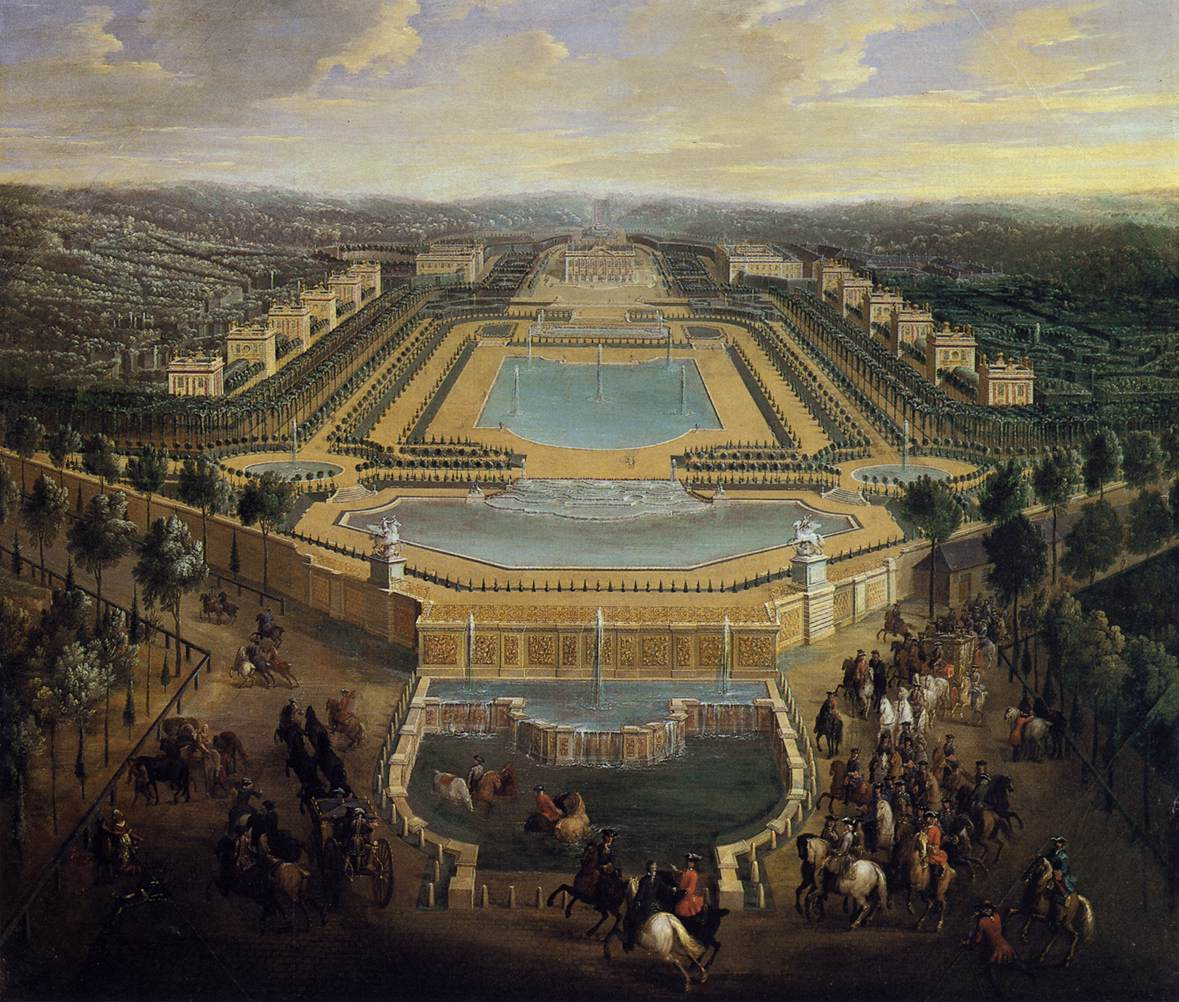
Burgundia hercegének és családjának rezidenciája, egyben haláluk helyszíne: a Versailles szomszédságában található Château de Marly. A kastélyt a francia forradalmat követően, 1800 körül lebontották

Lajos apja, a Nagy Dauphin, aki a trón elsőszámú örököse volt, 1711. április 14-én, himlő következtében elhunyt. Franciaország dauphinje ezzel Lajos herceg lett. Új rangját azonban nem viselhette sokáig: 1712. február elején felesége kanyarós lett, majd február 12-én meghalt. Lajos, aki nagyon szerette feleségét, végig mellette volt a betegség lefolyása alatt, így ő maga is megfertőződött. Hat nappal később, február 18-án, huszonkilenc esztendősen végül belehalt a betegségbe. Rajtuk kívül mindkét fiuk is megfertőződött: Lajos, Bretagne hercege március 8-án vesztette életét, míg legkisebb gyermekük, Anjou hercege, egyedüliként a családban, túlélte a fertőzést.
Ekkor XIV. Lajos már hetvennégy éves volt, egyetlen egyenesági leszármazottja és elsőszámú örököse pedig a kanyarót túlélő dédunokája, a két esztendős Anjou hercege lett. Mivel úgy vélték, hogy a gyenge egészségű herceg túlélési esélyei csekélyek, így egy potenciális örökösödési válság kirobbanásától tartottak.
Burgundia hercegének halálával ráadásul a „Burgundi frakció” reményei a reformok bevezetésére is szertefoszlottak, tagjai pedig a következő években természetes úton szintén elhaláloztak. Ugyanakkor a frakció egyes elképzeléseit Orléans hercege – aki XIV. Lajos halálát követően (1715. szeptember 1.), a királlyá koronázott kiskorú XV. Lajos mellett régensként vezette az országot –, a gyakorlatba is átültette. A régence kezdeti szakaszában a minisztériumokat egy-egy arisztokratákból álló tanács váltotta fel. Azonban a főnemesek rendszeres mulasztásai, alkalmatlanságuk, valamint egymás közti civódásaik a rendszer bukásához vezetett, majd 1718-ban visszatértek az abszolutista berendezkedéshez.

## Gyermekei
|    | Gyermeke                 | Született         | Elhunyt           | Megjegyzés |
| -- | ------------------------ | ----------------- | ----------------- | --- |
| 1. | Lajos királyi herceg     | 1704. június 25.  | 1705. április 13. | Bretagne hercege, kisgyermekként elhunyt. |
| 2. | Lajos, Bretagne hercege  | 1707. január 8.   | 1712. március 17. | Fivére után megkapta a Bretagne hercege címet. Apja halálát követően dauphin lett, ám szüleitől ő is elkapta a kanyarót, így öt éves korában ő maga is elhunyt.                                                                      |
| 3. | XV. Lajos francia király | 1710. február 15. | 1774. május 10.   | Anjou hercege. Fivérét követően vált az ország trónörökösévé, majd 1715-ben az ország királyává. Leszczyńska Máriával való házasságából tizenöt gyermeke született, valamint szeretőitől számos törvénytelen gyermeke is származott. |

## Forrás
1. ↑  Duke Louis of Burgundy (angol nyelven) (html). Geni.com
2. ↑  Anselm de Guibours. Histoire généalogique et chronologique de la maison royale de France, 3rd (francia nyelven), Paris: La compagnie des libraires (1726)
3. ↑  Duke Louis de Bourbon (angol nyelven) (html). Geni.com
4. ↑  Duke Louis de Bourbon (angol nyelven) (html). Geni.com
5. ↑  King Louis De Bourbon, XV (angol nyelven) (html). Geni.com